# Commodore 64
Commodore 64 (накратко C64) е 8-битов персонален компютър, въведен през януари 1982 г. от компанията Commodore International и представен за пръв път на Consumer Electronics Show в Лас Вегас. Той държи рекорда на Гинес за най-продавания компютърен модел на всички времена – между 12,5 и 17 милиона броя, според различни независими източници. Предшественикът му е Commodore VIC-20, а името си черпи от 64-те си килобайта RAM. Компютърът поддържа многоцветни спрайтове и специален чип за генериране на вълнови форми, което му позволява да има по-добра графика и звук в сравнение със системите без такъв специален хардуер.
C64 доминира пазара за евтини компютри (с изключение на Великобритания и Япония) през по-голямата част от края на 1980-те години. В периода 1983 – 1986 г. C64 притежава между 30 и 40% от американския пазар и продава по 2 милиона бройки на година, изпреварвайки компютрите на IBM, Apple и Atari. Във Великобритания C64 среща конкуренцията на BBC Micro и ZX Spectrum, докато в Япония остава като цяло незабелязан, тъй като японският пазар вече е доминиран от NEC PC-8801, Sharp X1, Fujitsu FM-7 и MSX.
Част от успеха на Commodore 64 се дължи на продажбите му в обикновените търговски магазини, вместо стриктно в магазините за електроника и компютри. Производството на компютъра следва модела на вертикална интеграция, включвайки специални чипове от MOS Technology. В САЩ, той е сравняван с автомобила Ford Model T за ролята си във внасянето на нови технологии в домакинствата от средната класа чрез изобретателно и достъпно масово производство. Около 10 хиляди комерсиални програми са създадени за Commodore 64, сред които инструменти за разработка, офис приложения и видеоигри. Към 2011 г., 17 години след изчезването на C64 от пазара, проучванията сочат, че разпознаваемостта на модела все още е 87%.